# Kolor włosów
Kolor włosów – barwa naturalna włosów człowieka, zróżnicowana w zależności od zawartości melaniny. Melanina dzieli się na eumelaninę, od której zależy ton włosów (im więcej eumelaniny tym włos ciemniejszy) oraz feomelaniny, która nadaje włosom odcień bardziej czerwony (włos pozbawiony feomelaniny przybiera odcień popielaty, a wraz ze zwiększeniem jej we włosie odcień staje się coraz cieplejszy, aż po intensywnie rudy).

## Włosy jasne
- białe (albinizm) – włosy bez melaniny.
- jasny blond – właściwy jasny odcień. Najczęściej występują we wschodniej Skandynawii. Są to włosy prawie pozbawione melaniny.
W skali Fischera-Sallera(inne języki) A-E.
- blond – W skali Fischera-Sallera F-L.
- ciemno blond – W skali Fischera-Sallera M-O.
- rude – najczęściej spotykane w postaci mieszanek z innymi kolorami. Czysto rude włosy można spotkać w Irlandii i Szkocji, rzadziej w Skandynawii. Ich zabarwienie wynika z obecności tzw. płynnej melaniny (feomelaniny).
W skali Fischera-Sallera I-IV.
- rudoblond – blond z domieszką rudawych odcieni (zawiera mało eumelaniny oraz więcej feomelaniny). Najczęściej spotykane w Europie północno-zachodniej oraz w zachodniej Skandynawii.
W skali Fischera-Sallera V-VI.
- siwe – włosy koloru szarego przechodzącego czasami w biel, często spotykane u ludzi w podeszłym wieku.

## Włosy ciemne
- szatyn (z fr. châtaigne) – włosy koloru brązowego pod wpływem światła mogą wykazywać czerwone lub złote odcienie. Spotkać je można w całej Europie oraz w niektórych rejonach Półwyspu Arabskiego.
W skali Fischera-Sallera P-T.
- czarnobrunatne i czarne (brunet) – najbardziej bogate w melaninę. Spotkać je można na całym świecie.
Ciemnobrązowe i czarne w skali Fischera-Sallera to U-Y.[1]

## Samoistne jaśnienie i ciemnienie włosów
Zależnie od różnych czynników włosy człowieka zmieniają swoją barwę, zmniejsza się wtedy lub zwiększa zawartość melaniny.
Do takich czynników należą:
- uwarunkowania genetyczne (zróżnicowanie kolorów włosów w rodzinie)
- niedobór lub nadmiar melaniny (związane z nieprawidłową pracą układu hormonalnego)
- okres dojrzewania (w trakcie tego okresu włosy zazwyczaj zmieniają barwę o jeden odcień, np. z ciemnego brązu na kasztanowy lub na brunatny). Zmiana koloru włosów o jeden odcień trwa zazwyczaj ok. 7 miesięcy.
- stres i wewnętrzne przeżycia emocjonalne (z powodu silnych, negatywnych emocji włosy człowieka siwieją. Zachodzi to bardzo szybko, czasem na przestrzeni kilku dni)[2][3].
- z powodu przyjmowania niektórych leków narkotycznych np. opioidów lub benzodiazepin (po długim okresie przyjmowania tego typu leków następuje szybki zanik melaniny i gwałtowne rozjaśnienie zewnętrznej powłoki włosa w ciągu kilku dni, nie jest to jednak groźne dla zdrowia).

## Galeria
Kolory ludzkich włosów występujące w naturze.

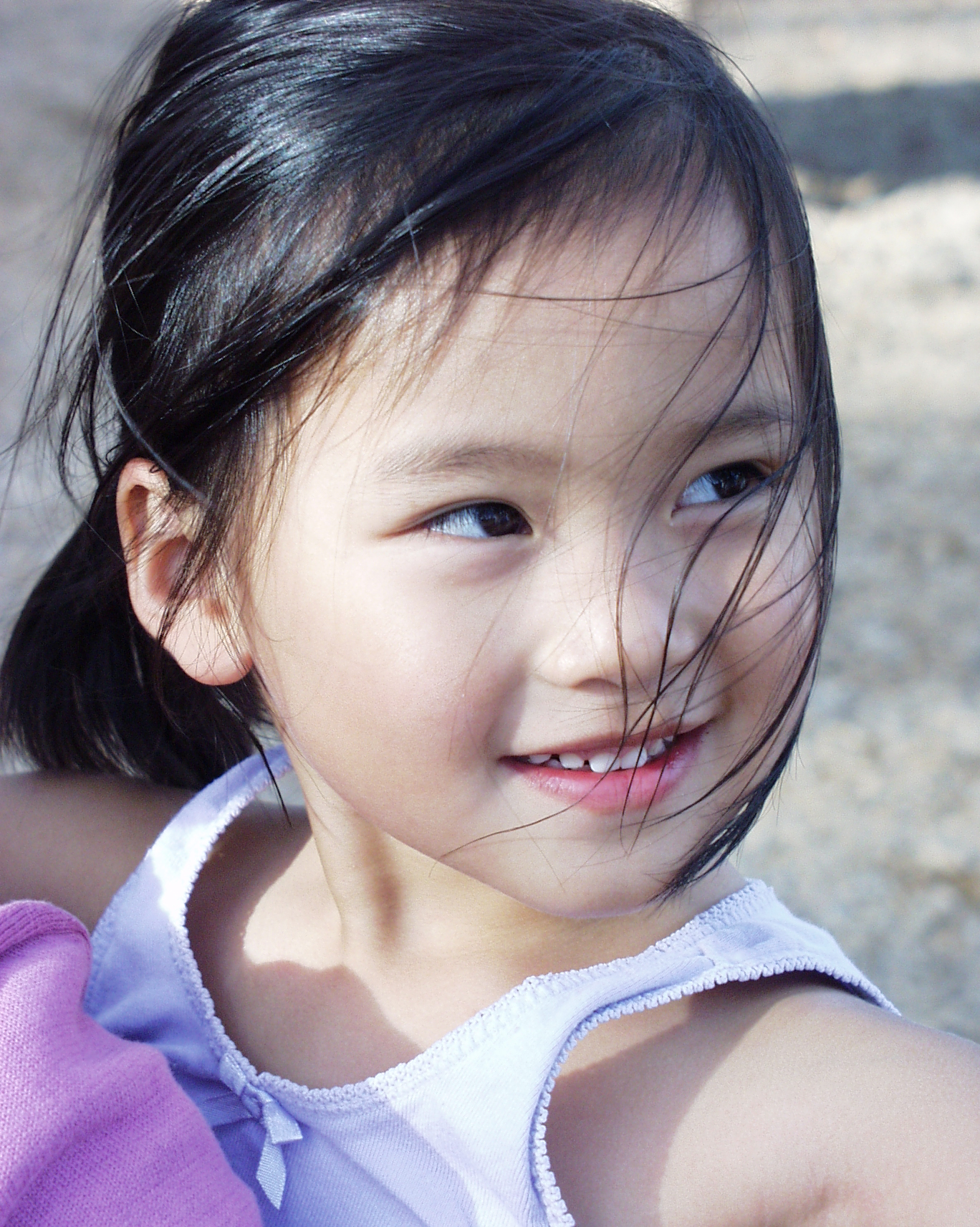
Włosy czarne
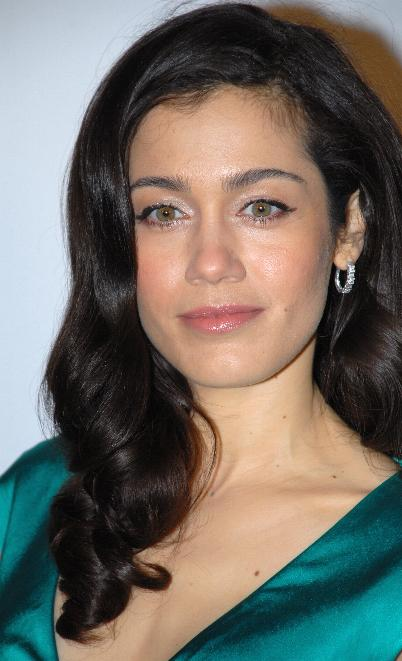
Najgłębszy odcień brązu
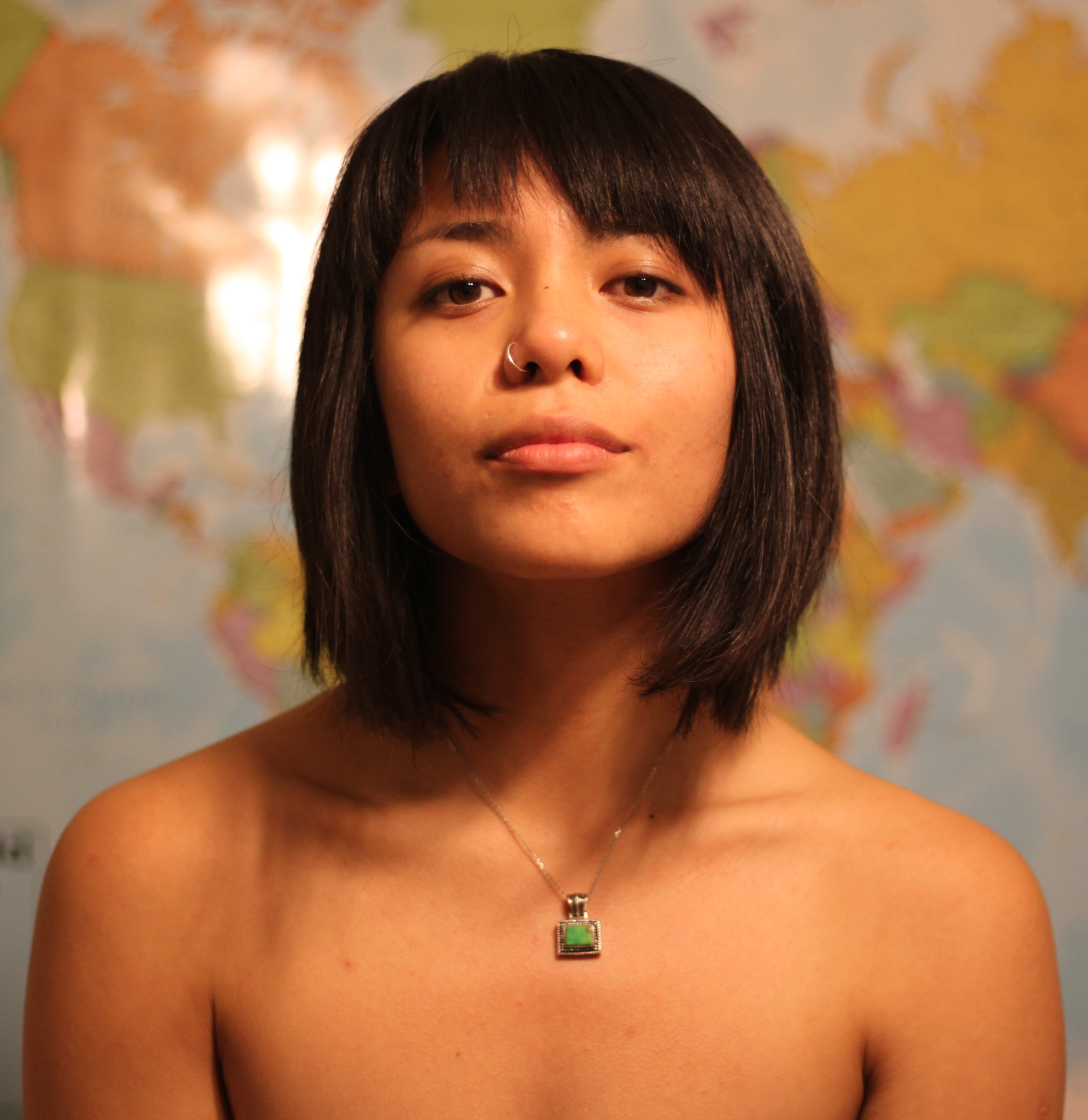
Ciemny brąz
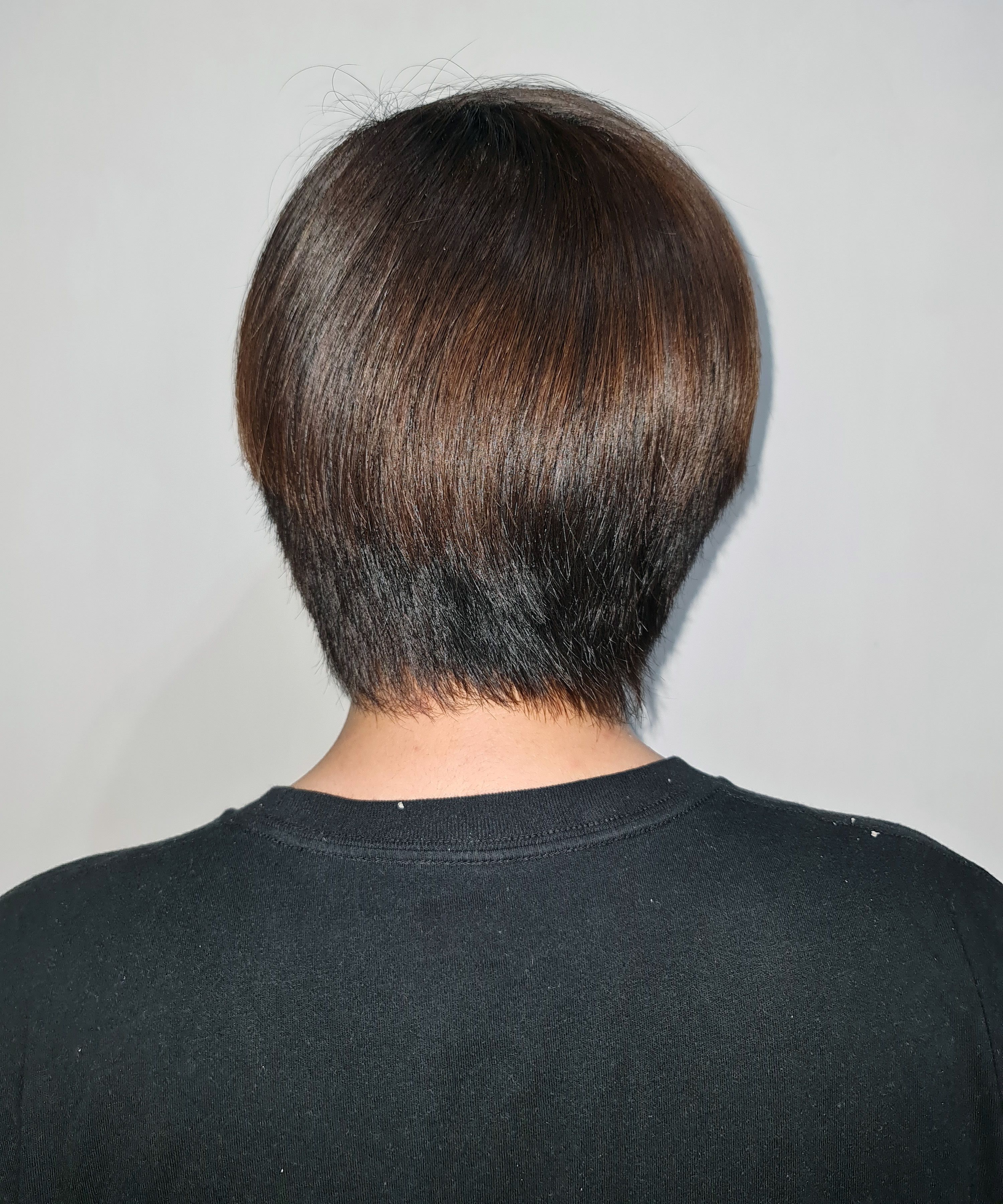
Włosy brązowe
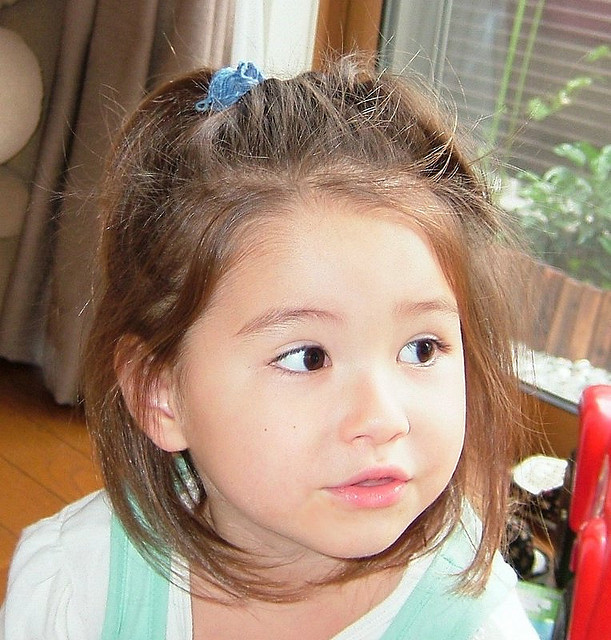
Jaśniejszy odcień brązu
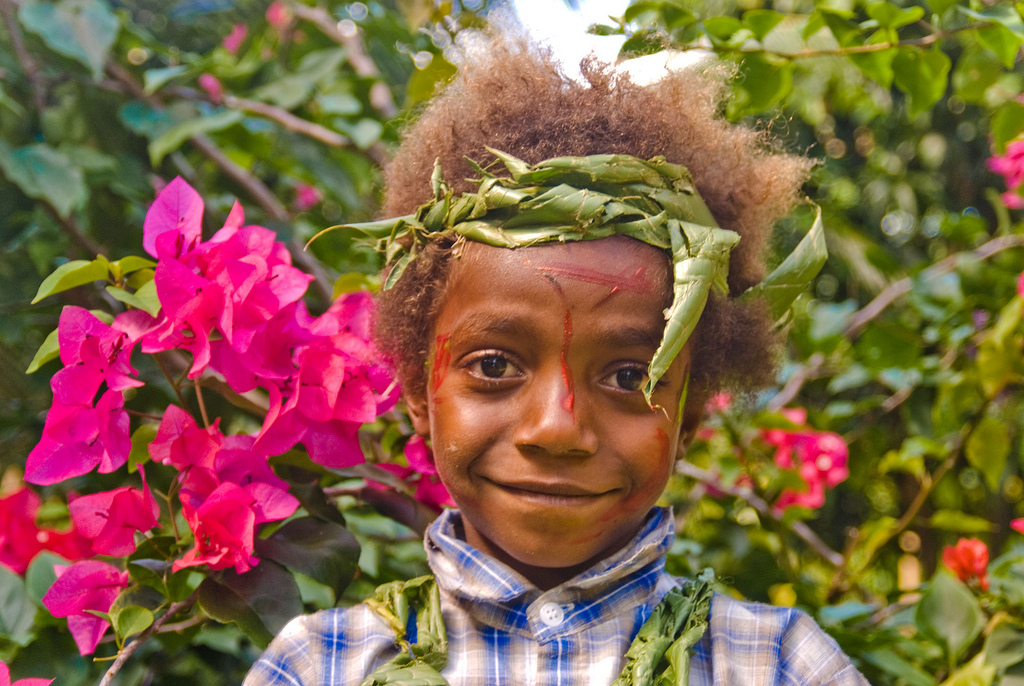
Jasny brąz
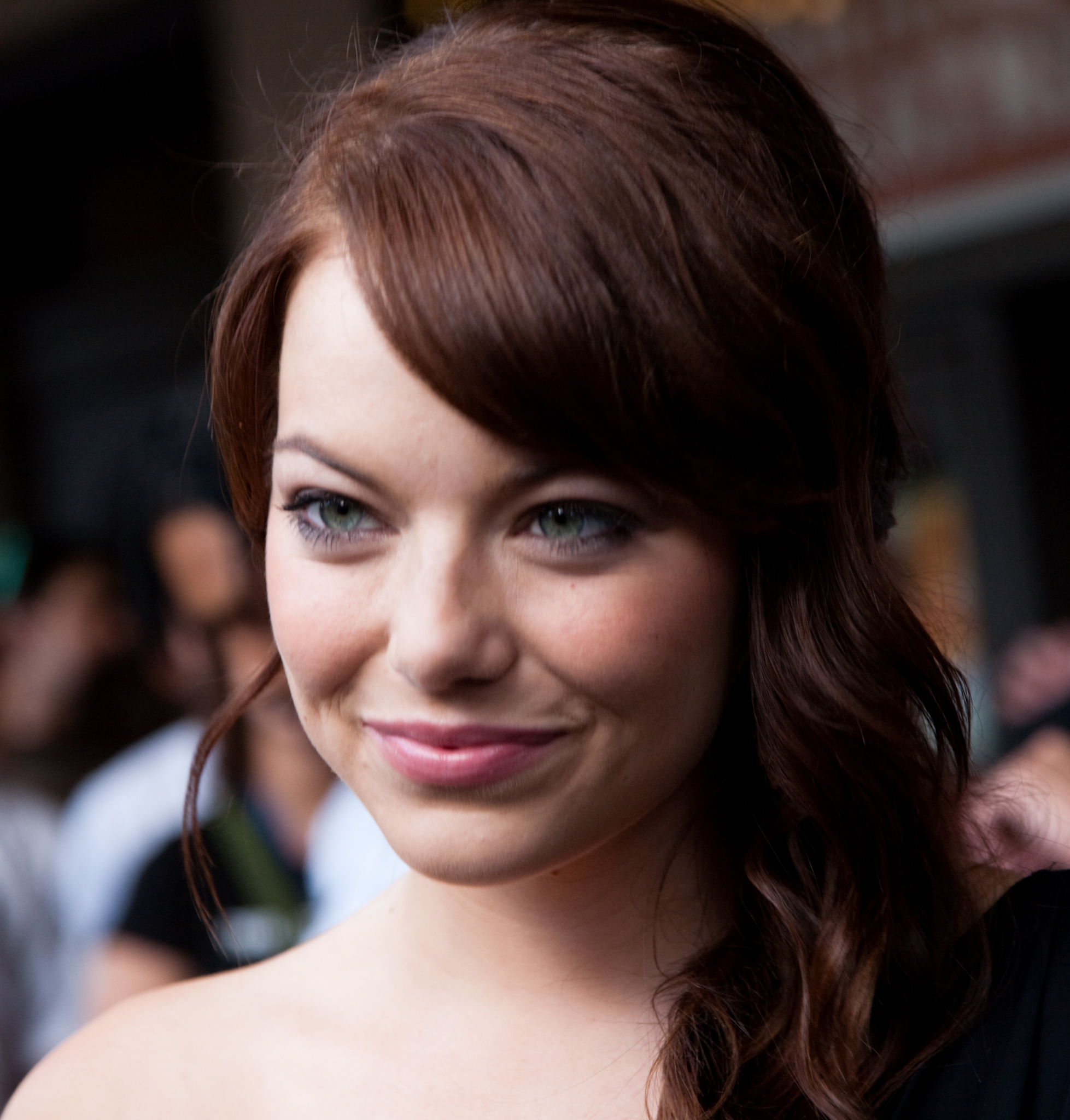
Włosy brązowokasztanowe
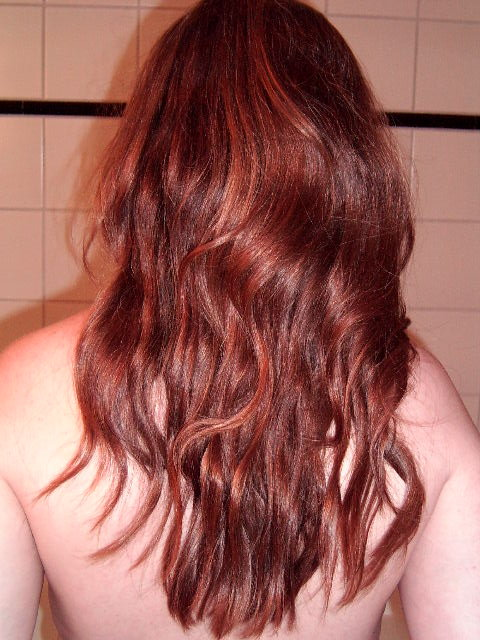
Włosy kasztanowe
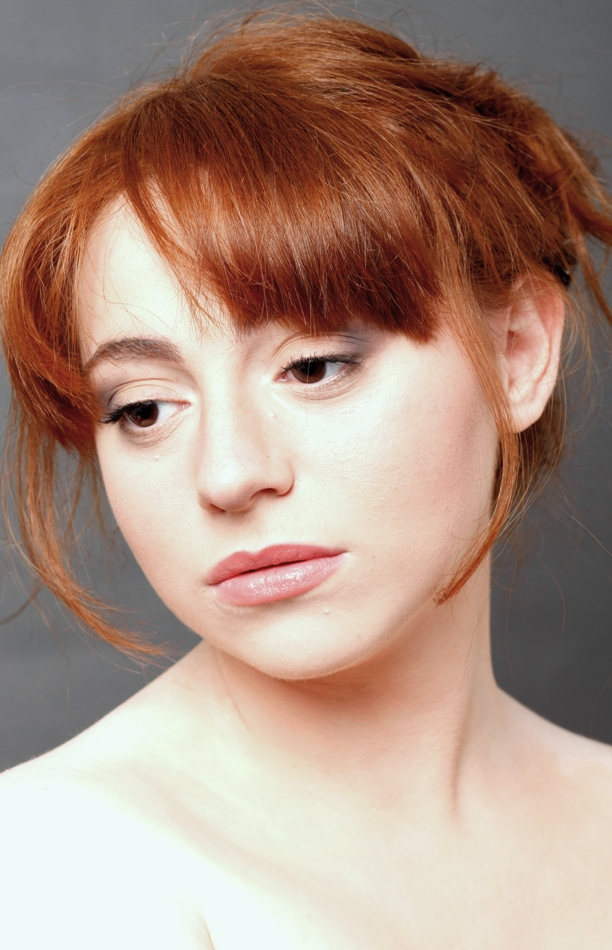
Włosy miedziane
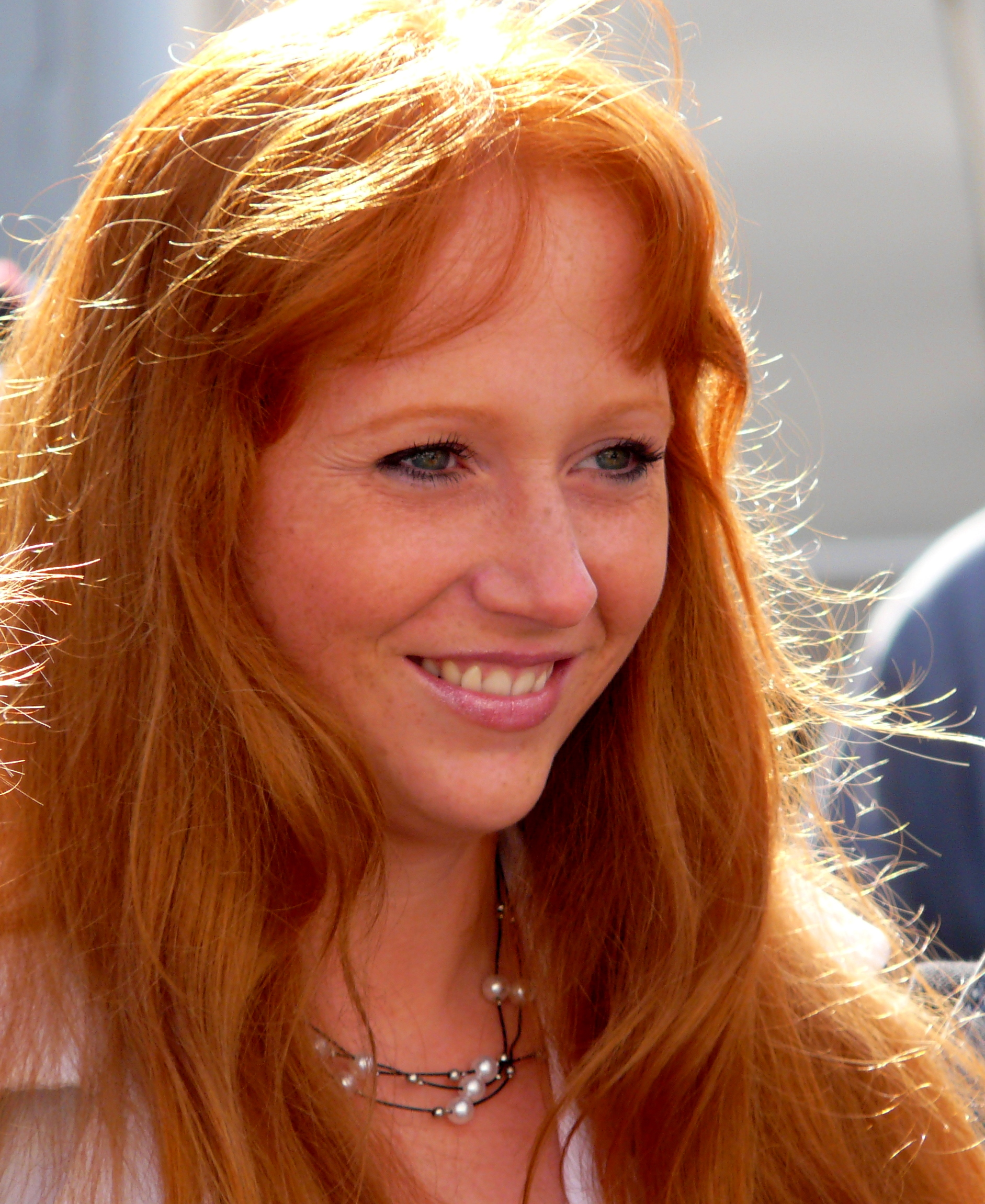
Włosy rude
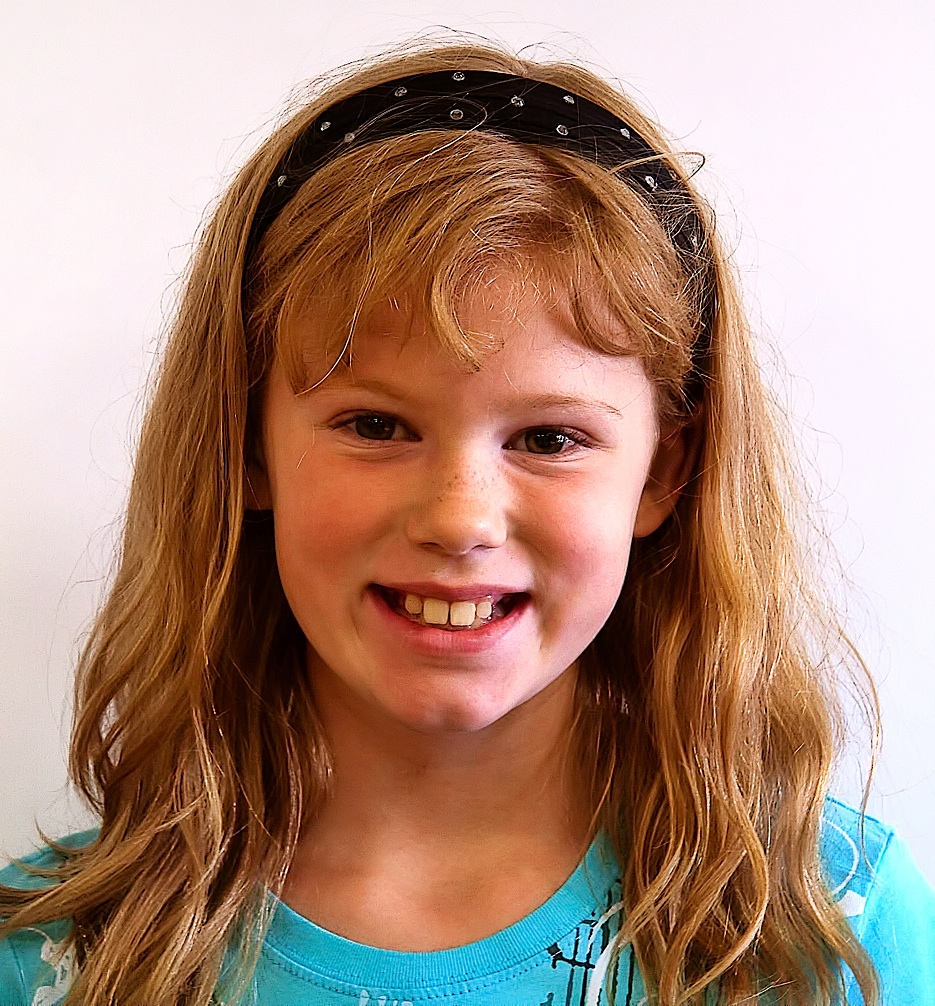
Rudy blond
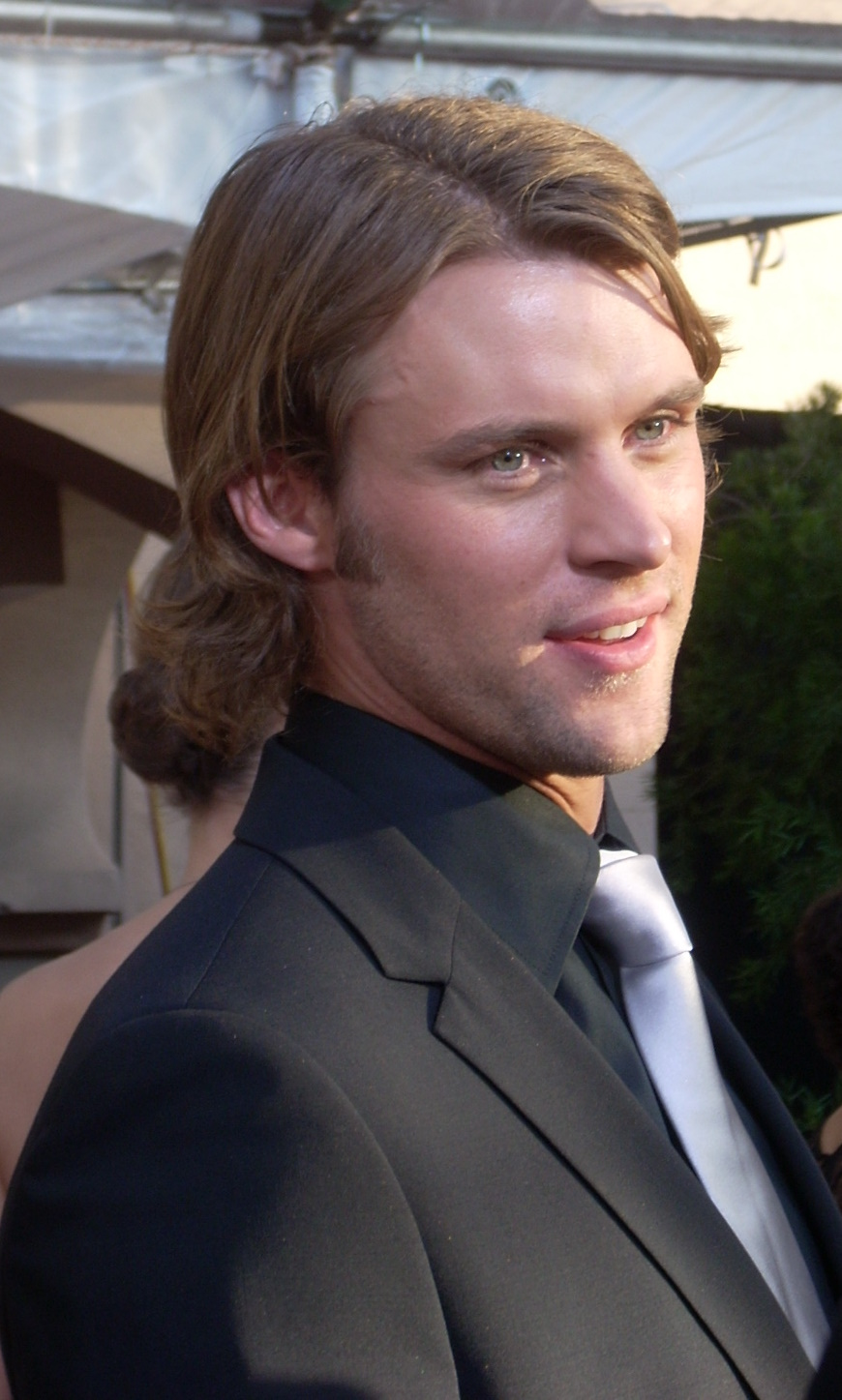
Ciemny blond
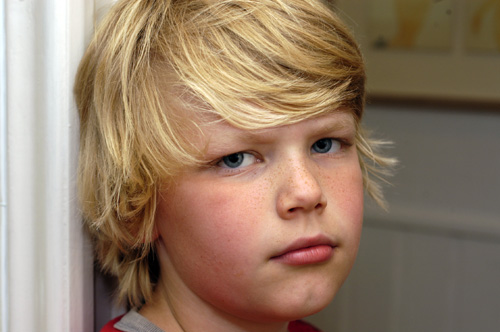
Włosy blond
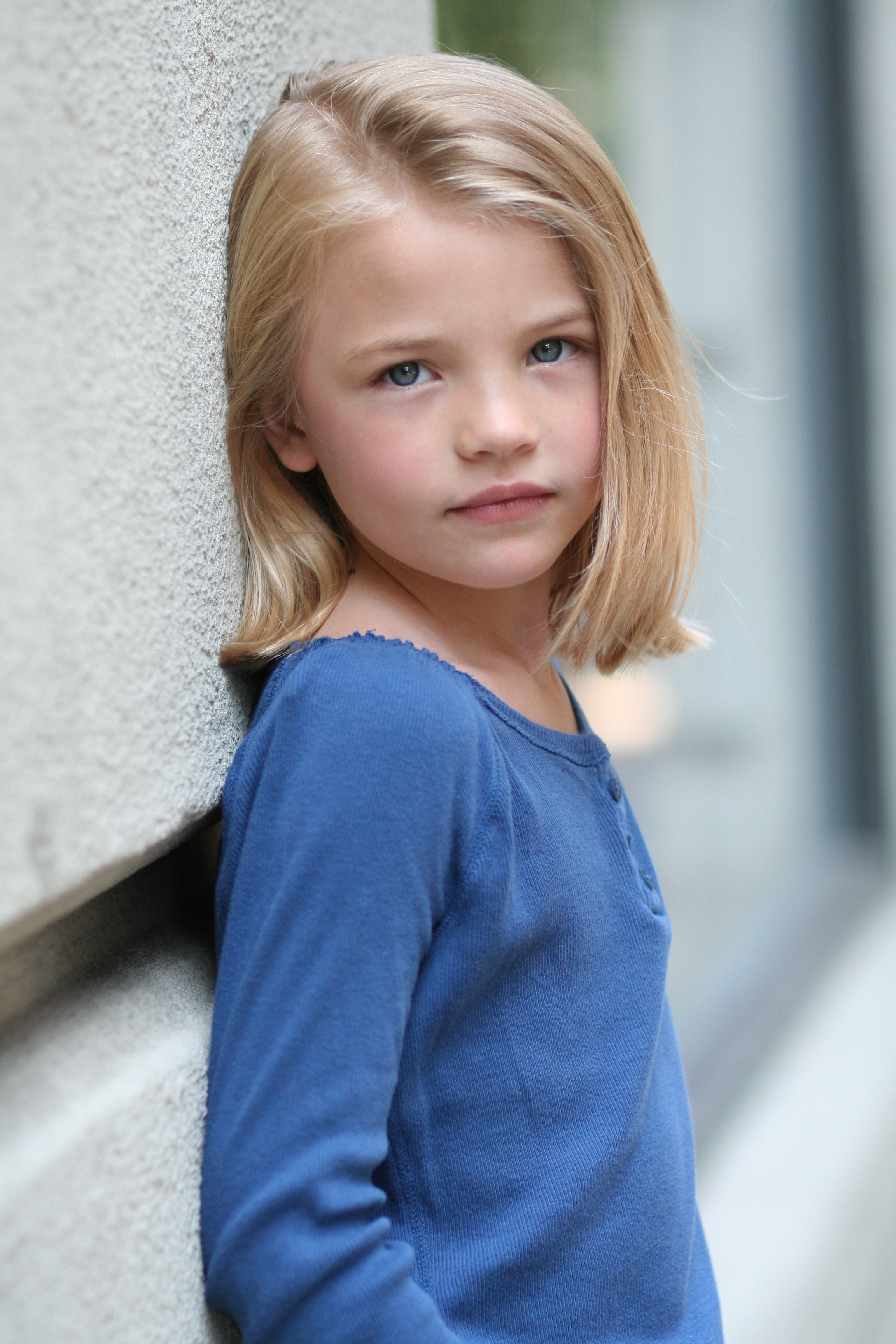
Jasny blond
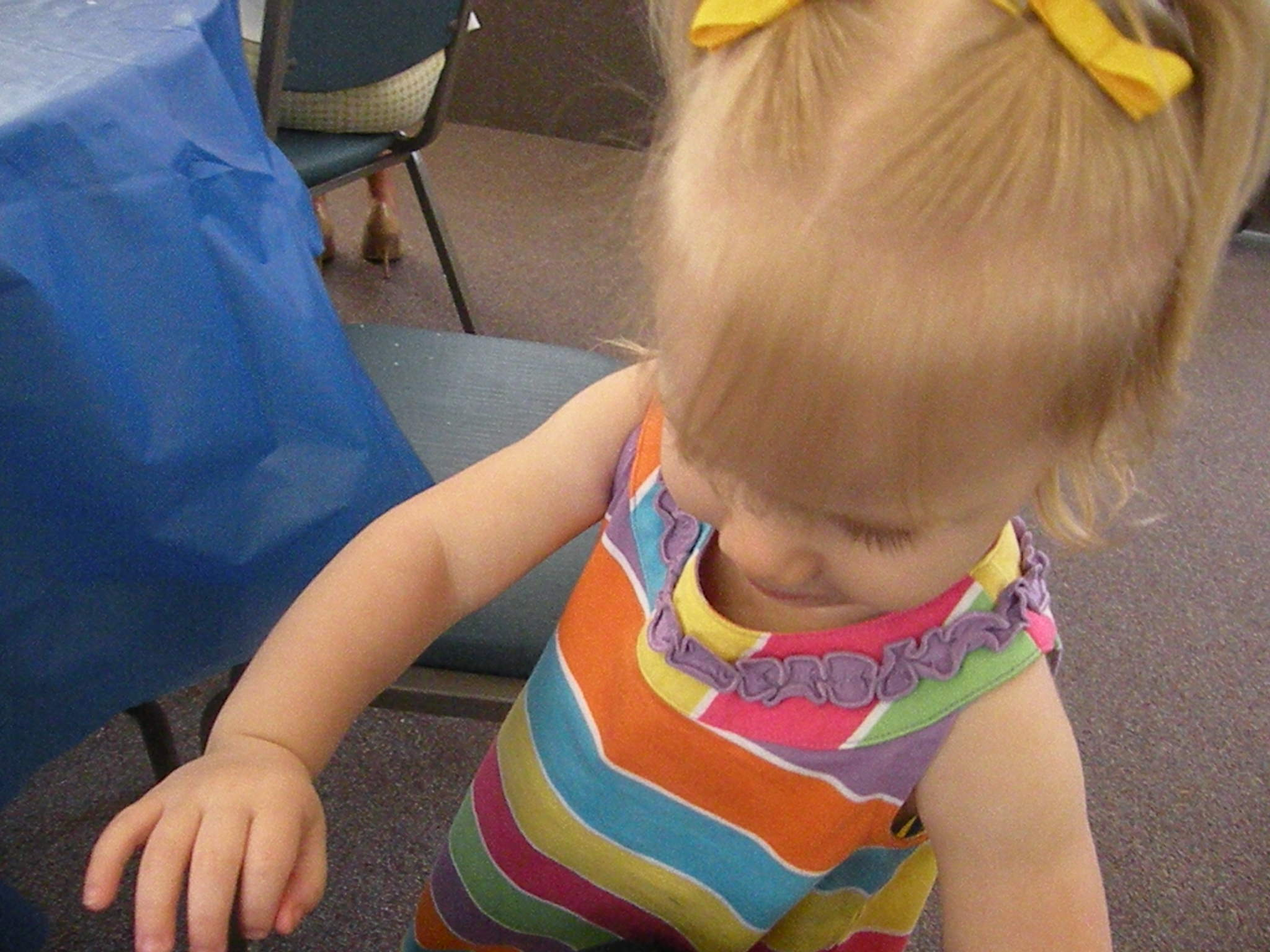
Złotawy odcień blondu
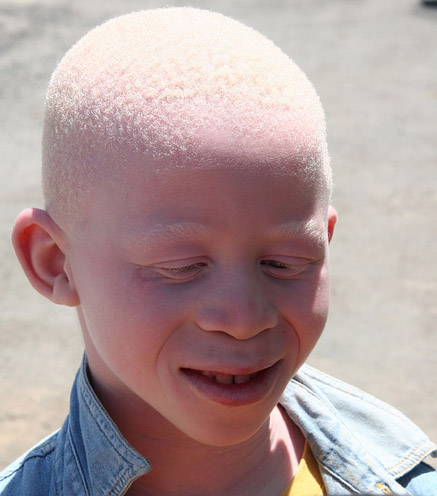
Włosy białe w efekcie albinizmu
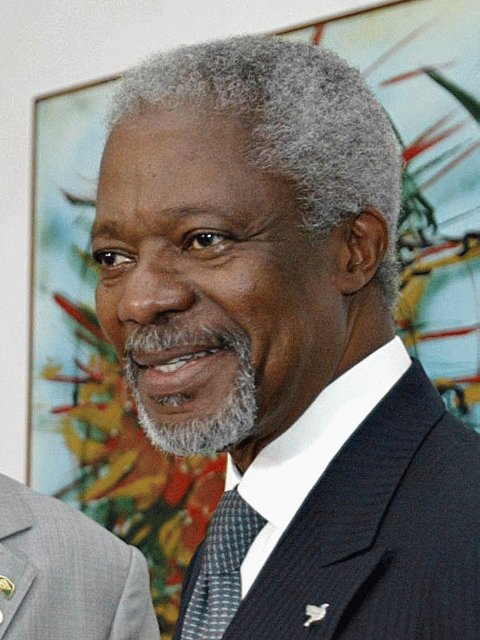
Włosy siwe
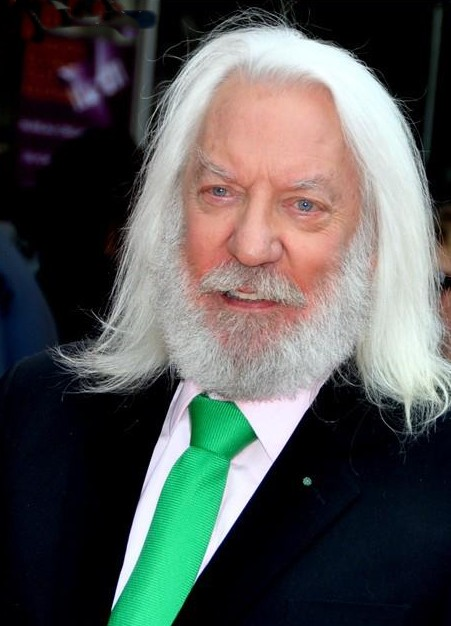
Włosy białe w efekcie siwienia